# Lippe (land)
Landul Lippe, care a existat până în anul 1947, a fost un land german. Azi teritoriul fostului land aparține de landul Renania de Nord - Westfalia.
Între anii 1879 și 1918 a aparținut ca principat de Imperiul German, iar din anul 1919 a făcut parte din Republica de la Weimar. În mare parte teritoriul landului de odinioară corespunde districtului rural Lippe de azi.

## Conducători

### Seniori de Lippe
- Bernard I (1123–1158)
- Herman I (1128–1167)
- Bernard II (1168–1196)
- Herman II (1196–1229)
- Bernard III (1230–1265)
- Herman III (1265–1273)
- Bernard IV (1285–1275)
- Simon I (1273–1344)
- Simon II (1344)
- Otto (1344–1360)
- Bernard V (1344–1364)
- Simon III (1360–1410)
- Bernard VI (1410–1415)
- Simon IV (1415–1429)
- Bernard VII (1429–1511)
- Simon V (1511–1536)

Transformarea în Comitat 1536.

### Conți de Lippe (-Detmold din 1613)
- Simon V (1511–1536)
- Bernard VIII (1536–1563)
- Simon VI (1563–1613)
- Simon VII (1613–1627)
- Simon Louis (1627–1636)
- Simon Philip (1636–1650)
- John Bernard (1650–1652)
- Herman Adolphus (1652–1665)
- Simon Henry (1665–1697)
- Frederick Adolphus (1697–1718)
- Simon Henry Adolphus (1718–1734)
- Simon Augustus (1734–1782)
- Leopold I (1782–1789)

Transformarea în Principat 1789.

### Prinți de Lippe

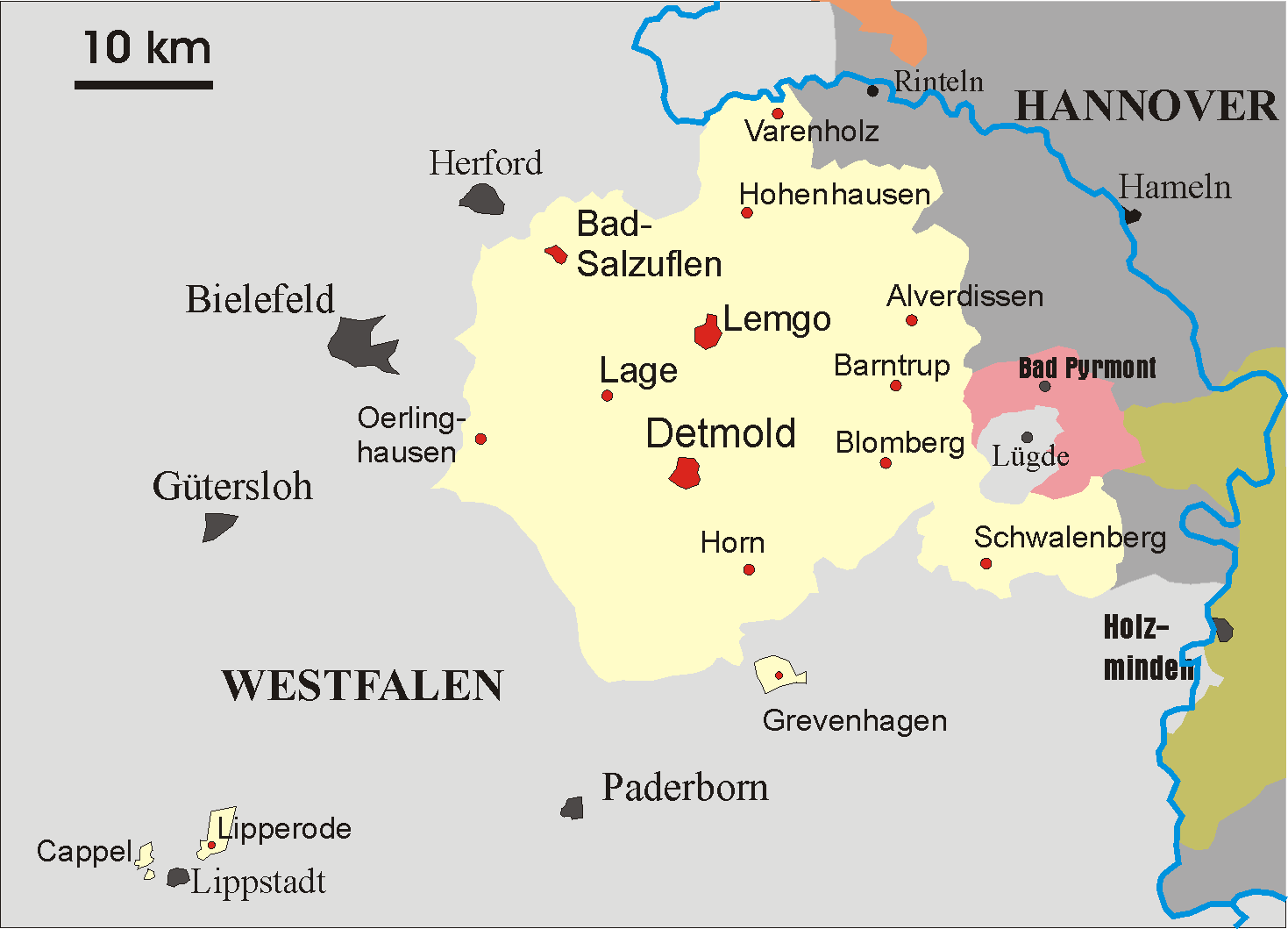
Harta detaliată Lippe (1918)

- Leopold I, primul Prinț 1789-1802 (1767–1802)
  -  Leopold II, al 2-lea Prinț 1802-1851 (1796–1851)
    - Leopold III, al 3-lea Prinț 1851–1875 (1821-1875)
    - Woldemar, al 4-lea Prinț 1875–1895 (1824-1895)
    -  Alexander, al 5-lea Prinț 1895–1905 (1831-1905), bolnav mental, a domnit o regență

Linia Lippe-Biesterfeld a succedat ca linie senior:
- Ernst II, Conte de Lippe-Biesterfeld 1884-1904 (1842-1904), a 6-a generație de la contele Jobst Hermann
  - Leopold IV, Conte de Lippe-Biesterfeld 1904-1905, al 6-lea Prinț de Lippe 1905-1949 (1871-1949), a abdicat în 1918
    -  Armin, al 7-lea Prinț 1949–2015 (1924-2015)
      -  Ștefan, al 8-lea Prinț 2015–prezent (n. 1959)
        - Bernhard Leopold, Prinț Ereditar de Lippe (n. 1995)
        - Prințul Heinrich Otto (n. 1997)
        -  Prințul Benjamin (n. 1999)

  -  Prințul Julius Ernst (1873-1952)
    -  Prințul Ernst August (1917-1990)
      - Prințul Friedrich Wilhelm (n. 1947)
      -  Prințul Ernst August (n. 1952)

### Președinte al Presidiului Statului Liber Lippe
- 1918–1920: Clemens Becker, SPD
- 1920–1933: Heinrich Drake, SPD
- 1933: Ernst Krappe, NSDAP

### Ministru Președinte al Landului Lippe
- 1933–1936: Hans Joachim Riecke, NSDAP
- 1936–1945: Alfred Meyer, NSDAP
- 1945–1947: Heinrich Drake, SPD